# Bistum Pelplin

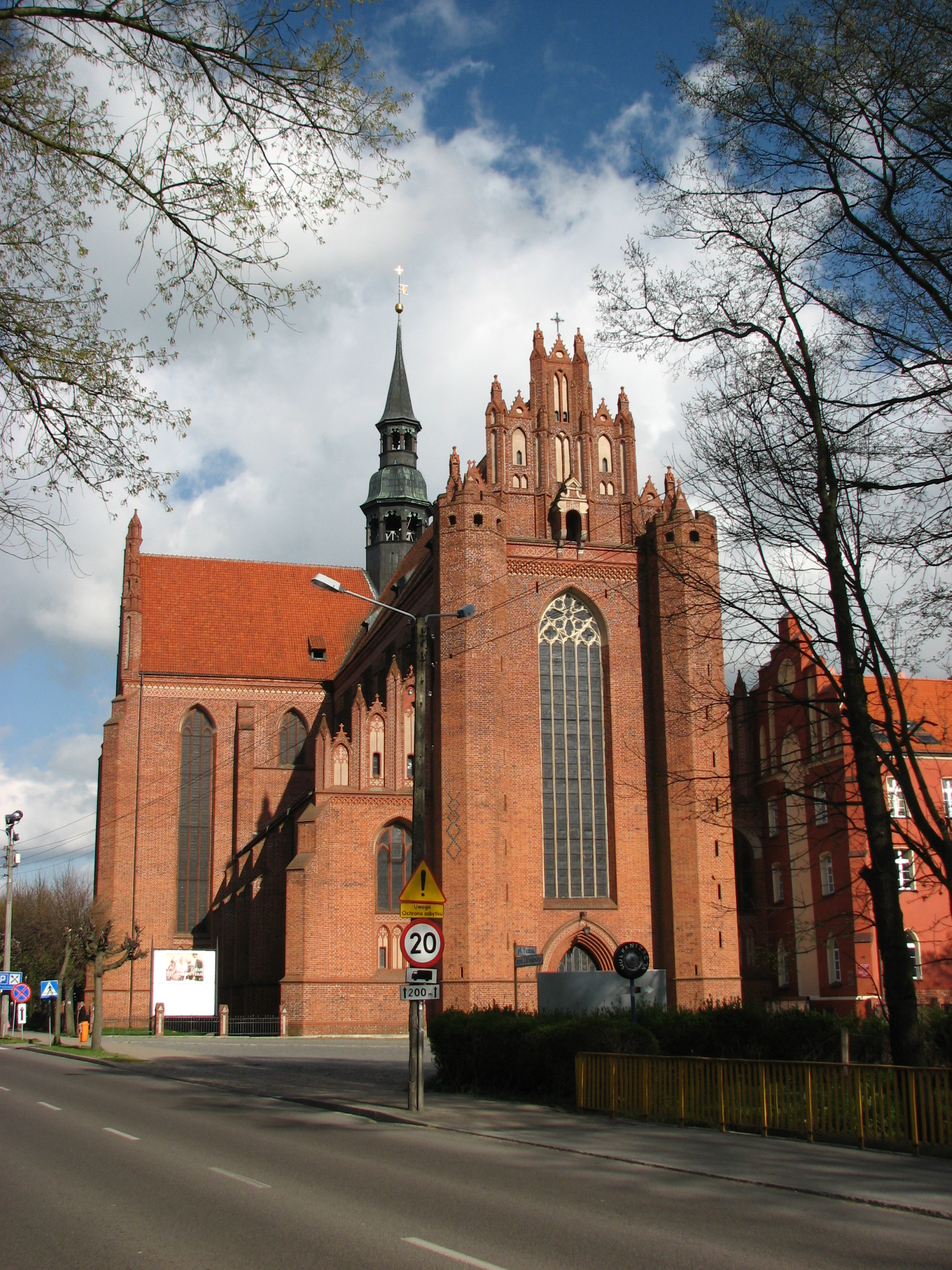
Kathedrale Mariä Himmelfahrt in Pelplin

Das Bistum Pelplin (lateinisch Dioecesis Pelplinensis, polnisch Diecezja pelplińska) ist eine römisch-katholische Diözese mit Sitz in Pelplin in Polen. Sie besteht seit 1992 und ging aus dem Bistum Kulm hervor.

## Geschichte

### Bistum Kulm
1243/46 wurde das Bistum Kulm im Ordensland Preußen gegründet, Der Sitz des Domkapitels wurde Culmsee (Chełmża), die Bischöfe residierten in Löbau (Lubawa). Die Stadt Culm (Chełmno) war niemals Sitz der Diözese. Das Bistum warde Suffragan des Erzbistums Riga. Das Diözesangebiet gehörte seit 1466 zu Königlich Preußen, das mit der polnischen Krone in Personalunion stand. Durch die Erste Polnische Teilung 1772 kam das damalige Diözesangebiet ans Königreich Preußen. Das Leslauer Diözesangebiet (Archidiakonat Pommerellen) in der gleichnamigen Woiwodschaft teilte Papst Pius VII. 1821 mit der Bulle De salute animarum dem Bistum Culm zu. Dadurch verschob sich das geographische Zentrum der Diözese nach Westen.
Dem Rechnung tragend verlegten Domkapitel und Bischof ihren Sitz 1824 nach Pelplin. 1829 wurde auch das Priesterseminar dorthin verlegt. 1920 wurde ein kleiner Teil des Diözesangebietes (Lande Lauenburg und Bütow in Pommern und nördlicher Teil der Grenzmark Posen-Westpreußen) an die Prälatur Schneidemühl abgetreten. 1922 gingen 18 Pfarreien im Gebiet der Freien Stadt Danzig westlich der Weichsel an die exempte Apostolische Administratur Danzig, wo sie mit 18 Pfarreien des exempten Bistums Ermland im Gebiet der Freien Stadt östlich der Weichsel einen neuen katholischen Administrationsbezirk bildeten, ab 1925 das Bistum Danzig. Gemäß dem am 10. Februar 1925 mit der Republik Polen geschlossenen Konkordat wurde mit der Bulle Vixdum Poloniae unitas von Papst Pius XI. die Diözesangrenze im Osten neu gezogen. Das nach der Grenzziehung im Abstimmungsgebiet Marienwerder bei Deutschland gebliebene Dekanat Pomesanien, so genannt aus Traditionsgründen in Erinnerung ans in der Reformation untergegangene Bistum Pomesanien, wechselte vom Bistum Culm ans Bistum Ermland.
Seit Herbst 1939 wurden nach der deutschen Besetzung über 200 Geistliche des Bistums getötet, darunter fast das gesamte Domkapitel und Lehrer des Priesterseminars und des Collegium Marianum. Als 1972 der Heilige Stuhl die Grenzveränderungen ab 1945 anerkannte, wurde das Diözesangebiet Culms zu Gunsten des Bistums Danzig verkleinert, aber um neue westliche Gebiete in Hinterpommern, die zuvor zur Prälatur Schneidemühl (1972 aufgelöst) und zum Bistum Berlin zählten, erweitert.

### Bistum Pelplin
Am 25. März 1992 wurde durch Papst Johannes Paul II. mit der Bulle Totus tuus Poloniae populus das neue Bistum Pelplin gegründet. Es wurde aus großen Teilen des bisherigen Bistums Kulm gebildet. Die anderen Teile (darunter die Stadt Chełmno (Kulm)) gingen an das Bistum Toruń. Beide wurden dem Erzbistum Danzig als Suffragandiözesen unterstellt.
Kathedrale blieb die Kirche Mariä Himmelfahrt des ehemaligen Zisterzienserklosters.

## Bischöfe
- Jan Bernard Szlaga 1992–2012
- Ryszard Kasyna, seit 2012